# Federació Catalana d'Agility
La Federació Catalana d'Agility (FCAG) és l'organisme encarregat d'ordenar, impulsar i dirigir l'activitat esportiva de l'ensinistrament cani a Catalunya en totes les seves categories i modalitats de competició. Forma part de la Unió de Federacions Esportives de Catalunya.

## Història
A Catalunya, l'agility (agilitat canina) es remunta a l'any 1992, quan la Secretaria General de l'Esport va accedir a inscriure el Club Caní Catalunya de Vilassar de Mar com a primer club esportiu d'aquesta especialitat. El Club Caní Catalunya va ser pioner durant molts anys, fins que el 17 de maig de 2002 deu clubs van crear la Unió Catalana Esportiva de Clubs d'Agility (UCECA), pas legal previ per poder ser reconeguda com a federació esportiva, i van elegir com a primer president Vicenç Personat.
Després de ser reconeguda com a Unió de Clubs per la Secretaria General de l'Esport el 22 de juliol de 2002, la UCECA va començar a treballar per complir els requisits necessaris per poder convertir-se en federació esportiva. El primer pas era que existís una competició oficial i el 20 d'octubre de 2002 es va disputar la primera edició del Campionat de Catalunya i quan la UCECA va arribar als vint clubs afiliats amb una antiguitat mínima de dos anys es van iniciar els tràmits per ser reconeguda oficialment com a federació. El 26 de novembre de 2009 va arribar el reconeixement oficial com a Federació Catalana d'Agility (FCAG) per part del Consell Català de l'Esport i es va convertir així, en la primera d'aquest esport caní de tot Europa i l'Estat espanyol. Poc després, el 9 de setembre de 2010, es va celebrar el novè Campionat de Catalunya d'Agility, el primer com a federació catalana. El 29 de maig de 2005 es va celebrar a Barcelona la primera edició d'una nova competició esportiva —la Copa Catalunya.
L'any 2005 la selecció catalana va tenir la seva primera participació internacional en els World Cynosport Games, que es van diputar aquell mateix any a Phoenix. Dins del pla de potenciació de la participació de la selecció catalana es participa anualment des de l'any 2006 a l'Open Britànic i la Nations Cup. El 2007 es va incorporar una altra disciplina, el canicròs, després de signar un conveni amb la UFEC i la Federació Catalana d'Atletisme, la Federació d'Entitats Excursionistes de Catalunya i la Federació Catalana d'Esports d'Hivern per tal que les llicències expedides per la UCECA fossin vàlides per participar en els Campionats de Catalunya i la Lliga Catalana d'aquesta disciplina.

## Presidents

### Vicenç Personat Pallarès (2002-2004)
Fundadordel Grup Caní de Treball Cararac i de l'Agility Club Caldes de Montbui, va ser entre 2002 i 2004 el primer president d'ambdues entitats. Ha estat sempre un gran aficionat al món del gos, va començar criant pastors alemanys i participant en concursos per tot Europa i després de provar totes les disciplines canines conegudes fins a descobrir l'agility. Ferm defensor de l'agility com un esport va veure la necessitat de tenir una federació reconeguda i que tots el gossos, amb pedigrí o sense, poguessin participar en les competicions en igualtat de condicions.

### Manel Guzmán Fernández (2004)
Va agafar el relleu de la presidència com a candidat únic el mes de març de 2004. Però el mes de setembre d'aquell mateix any va dimitir del seu càrrec per motius personals. Es va vincular al món de l'agility a través del Club Sportcan.

### Maria Dolores Rodríguez Campo (2004-2012)
Sorgida del Club d'Agility Badalona, va ser la presidenta que va viure la transició de la Unió Catalana Esportiva de Clubs d'Agility cap a federació esportiva. Elegida com a candidata única per presidir la UCECA a finals de 2004, i reelegida del febrer de 2008, es va convertir en la primera presidenta quan la federació va ser oficialment reconeguda el 2009 per la Generalitat de Catalunya.

### Lucia López Pérez (2012-2020)
Va iniciar-se a l'agility, quan l'any 2001 va anar a fer un curs d'obediència amb el seu gos al Club Agility Badalona i aquell mateix any ja va entrar a la Junta d'aquest club i el 2008 es va convertir en la seva presidenta, el 2012 va ocupar la vicepresidència primera de la federació i quan la seva predecessora va dimitir, va ocupar la presidència.

### Marta Menac Ayats (2020-)
El 2020 va ocupar la presidència de la federació.